# Friedrich Breckling

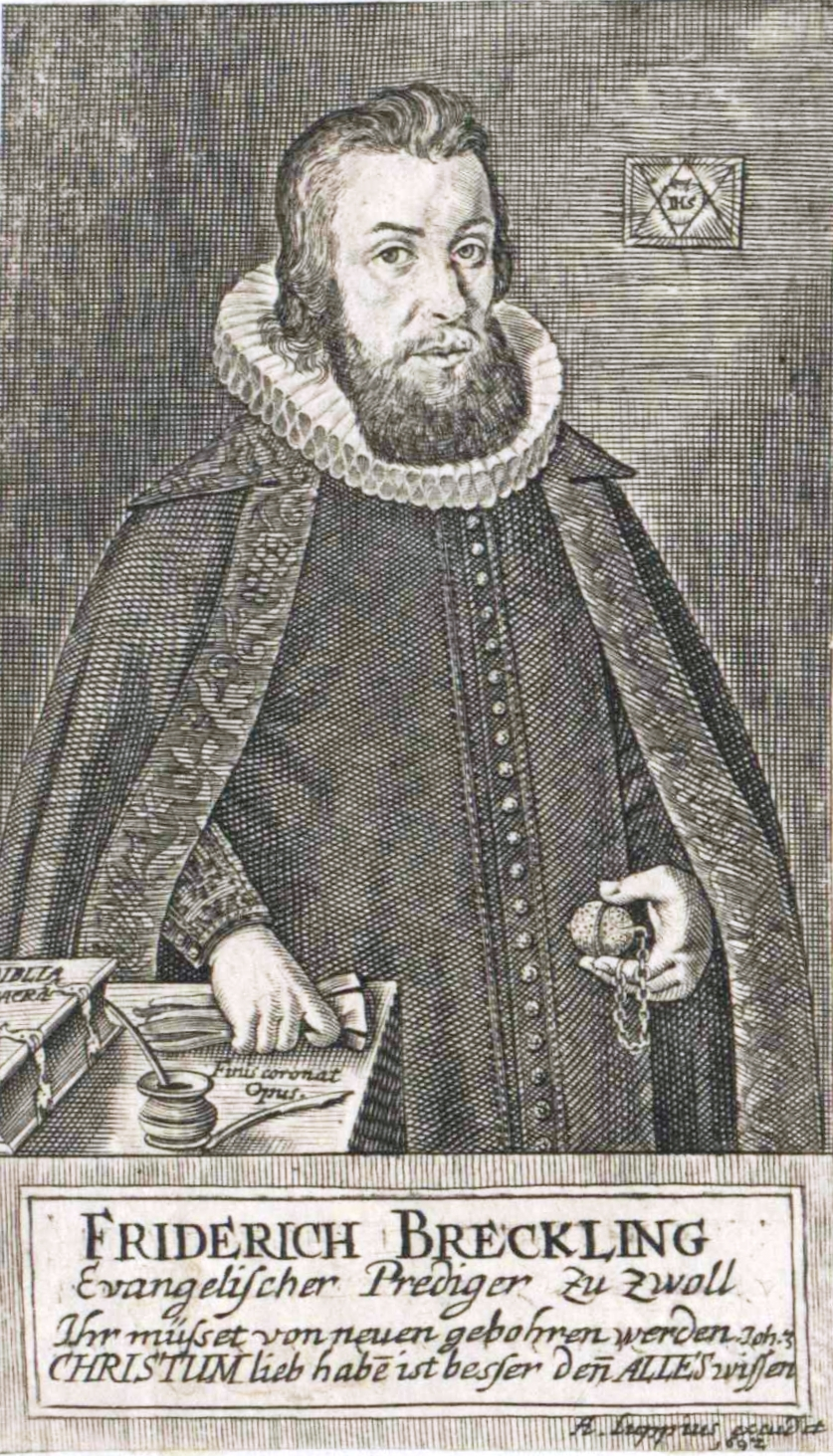
Friedrich Breckling, Stich von Andreas Luppius (1692)

Friedrich Breckling (im Dänischen: Frederik Brekling; * 5. Februar 1629 in Handewitt bei Flensburg; † 16. März 1711 in Den Haag) war ein dänischer Pastor und Autor.

## Leben
Breckling entstammte einer ursprünglich aus Breklum (daher der Name) stammenden alten evangelischen Pastorenfamilie. Sein Vater Johannes (Jens) Breckling (1589–1672) hatte mehrere der lutherischen Mystik von Johann Arndt nahestehende Werke veröffentlicht.
Er verbrachte die Schulzeit im heimatlichen Flensburg und widmete sich anschließend nach damaligem Brauch einem ausgiebigen Wanderstudium der Theologie, wobei Rostock, Königsberg, Helmstedt, Wittenberg und Gießen die wichtigsten Stationen waren. In Gießen lernte er Johann Arndt persönlich kennen. Dort erwarb er 1653 auch den theologischen Magistergrad. Danach verbrachte er einige Zeit in Hamburg, wo er erstmals Joachim Betke begegnen sollte. In Amsterdam traf er sich 1656 auch mit Christian Hoburg.
Nach seiner Rückkehr verwaltete Breckling das Pastorat des vor den Schweden geflohenen Generalsuperintendenten Stephan Klotz, war dann kurz als Feldprediger tätig, ehe er 1659 Hilfsprediger bei seinem Vater in seinem Geburtsort wurde. Seine Hoffnung auf eine Pfarrstelle in Schleswig-Holstein wurde durch seine offene Kritik am Kirchenwesen und den Geistlichen zunichtegemacht. Die polemische Beschwerdeschrift Speculum (1660) führte zu seiner fristlosen Entlassung und zwang ihn, in die toleranten Niederlande zu fliehen. In Zwolle gründete er eine kleine Gemeinde gleichgesinnter Frühpietisten. Hier erst wurde er literarisch aktiv und veröffentlichte nahezu fünfzig religiöse Bücher und Schriften, Beiträge zu Gottfried Arnolds Unpartheyische Kirchen- und Ketzerhistorie von 1699/1700. Im Laufe der Zeit entwickelte sich sein Haus buchstäblich zum Sammelpunkt der „Schwärmer“ aller Schattierungen. Zu seinen Freunden zählte der lutherische Frühpietist Hermann Jung.
Auch in Zwolle verlor er 1667 abermals sein Amt als Pastor, verblieb aber trotzdem noch einige Zeit am Ort. 1672 lebte er in Amsterdam, damals eines der größten Druck- und Verlagszentren. Das Einkommen aus seinen Schriften reichte nicht aus, so dass er sich als Korrektor in einer Druckerei einen Nebenverdienst suchen musste.
Unter seinen zahlreichen Gegnern findet sich Quirinus Kuhlmann, der mehrere Schriften gegen ihn veröffentlichte.
Von den langjährigen Verfolgungen und der aufreibenden Existenz inmitten der Glaubenskämpfe erschöpft, setzte sich Breckling schließlich 1690 in Den Haag zur Ruhe, wo er erst 1711 im Alter von 82 Jahren verstarb.

## Werke (Auswahl)
- Speculum seu Lapis lydius Pastorum (d. h. Spiegel oder Prüfstein für die Pastoren), darinnen alle Prediger und Lehrer dieser letzten Welt sich beschauen und nach dem Gewissen als für Gottes alles sehenden und richtenden Augen, ohne Heuchelei ihrer selbst, ernstlich prüfen und examinieren sollen, ob sie rechte von Gott gesandte und erkannte Prediger, Lehrer, Bischöfe und Superintendenten seyen oder nicht; ob sie den rechten oder falschen Propheten gleich; ob sie Christi oder das Antichrists Bild an sich haben; ob sie mit der rechten oder falschen Apostel Kennzeichen und Eigenschaften bezeichnet: denen frommen, und die sich vom Geist Gottes lehren und strafen lassen zu Christbrüderlicher Erinnerung, Aufweckung, Prüfung und Besserung; den Gottlosen, Heuchlern, Halsstarrigen und Widersprechenden aber zum Zeugniß aufgesetzet und auf ihr Gewissen nach der Regel des Wortes Gottes vor Augen gestellt. Amsterdam 1660
- Biblia pauperum...Evangelium der Armen. Amsterdam 1662
- Sechs geistreiche unterschiedliche Schrifften. Amsterdam 1697